# Camptotypus olynthius
Camptotypus olynthius là một loài tò vò trong họ Ichneumonidae.